# Stazione di Canoscio
La stazione di Canoscio-Fabbrecce era una stazione ferroviaria posta lungo la linea Centrale Umbra; serve i centri abitati di Canoscio e di Fabrecce, frazioni del comune di Città di Castello.